# Aquitanium
| ❮ | System      | Serie   | Stufe        | ≈ Alter (mya) |
| ❮ | später      | später  | später       | jünger        |
| - | ----------- | ------- | ------------ | ------------- |
| ❮ | N e o g e n | Pliozän | Piacenzium   | 2,588 ⬍ 3,6   |
| ❮ | N e o g e n | Pliozän | Zancleum     | 3,6 ⬍ 5,333   |
| ❮ | N e o g e n | Miozän  | Messinium    | 5,333 ⬍ 7,246 |
| ❮ | N e o g e n | Miozän  | Tortonium    | 7,246 ⬍ 11,62 |
| ❮ | N e o g e n | Miozän  | Serravallium | 11,62 ⬍ 13,82 |
| ❮ | N e o g e n | Miozän  | Langhium     | 13,82 ⬍ 15,97 |
| ❮ | N e o g e n | Miozän  | Burdigalium  | 15,97 ⬍ 20,44 |
| ❮ | N e o g e n | Miozän  | Aquitanium   | 20,44 ⬍ 23,03 |
| ❮ | früher      | früher  | früher       | älter         |

Das Aquitanium (im deutschen Sprachgebrauch meist zu Aquitan verkürzt oder als Aquitan-Stufe bezeichnet) ist in der Erdgeschichte die unterste chronostratigraphische Stufe des Miozäns (Neogen). Die Stufe umfasst in absoluten Zahlen (geochronologisch) den Zeitraum von etwa 23,03 bis etwa 20,44 Millionen Jahren. Die Stufe kommt nach dem Chattium und wird vom Burdigalium gefolgt.

## Namensgebung und Geschichte
Der Name der Stufe leitet sich vom lateinischen Namen der Aquitaine (Frankreich) her. Stufe und Name wurde vom schweizerischen Geologen und Paläontologen Karl Mayer-Eymar 1853 in die wissenschaftliche Literatur eingeführt.

## Definition und GSSP
Die untere Grenze der Stufe wird durch mehrere Ereignisse charakterisiert: Basis der magnetischen Polaritäts-Chronozone C6Cn.2n, Erstauftreten der Foraminiferen-Art Paragloborotalia kugleri und durch das Aussterben der kalkigen Nannoplankton-Art Reticulofenestra bisecta (Basis der Nannoplankton-Zone NN1). Das Ende wird durch das Erstauftreten der Foraminiferen-Art Globigerinoides altiaperturus bzw. die obere Grenze der magnetischen Polaritäts-Chronozone C6An definiert. Das von der Internationalen Kommission für Stratigraphie festgelegte Referenzprofil (GSSP = Global Stratotype Section and Point) ist das Lemme-Carrosio-Profil in der Nähe von Carrosio, nördlich von Genua in Italien.